# 汶川県

新市街地（2013年）

汶川県（ぶんせん-けん）は、中華人民共和国四川省アバ・チベット族チャン族自治州に位置する、チャン族が集中して居住する4県のうちの一つである。

## 概要
汶川県の名称の由来は汶水にちなんでおり、『元和郡県誌』には「梁は汶川県を置き、県は西の汶水により名を為す」とある。
汶川県の座標は北緯 30度45分 - 31度43分、東経 102度51分 - 103度44分の間であり、幅は東西84km、南北105kmである。県の面積は 4,084km2であり、人口 106,119 人（2005年）。主な民族は漢族 46%、チャン族 34%、チベット族 18.6% と回族である。
周辺の県級行政区は、東隣に彭州市と都江堰市、南に崇州市と大邑県、西に宝興県と小金県、西北から東北へ理県・茂県と連なる。
県内にある臥龍自然保護区はジャイアントパンダの主な研究、繁殖地であり、四姑娘山は主要な観光地である。政府所在地は威州鎮である。
2008年5月12日に発生した四川大地震（中国での標準名：汶川大地震）の震央となり、大きな被害を受けた。
2013年に「汶川特別旅遊区」として中国の5A級観光地に認定された。

## 地理
四川盆地の西北の端に位置し、龍門山脈と邛崍山脈がそれぞれ県の東北と西南に位置する。岷江とその支流である雑谷脳河、草坡河、寿江は県内の主要な河川である。
地質は複雑な構造で、地層の発達は完全に整っており、火成岩の分布が広く、豊富な鉱物資源があり、特に非金属の鉱物品種がわりと多い。
気候については、地形が東南から西北に従って上昇し、比較的に完全な垂直であり、8つの異なる気候区に分けることができ、それゆえに「十里不同天」と呼ばれることがある。

## 歴史
「汶川」の名は県の西にある汶水（現在の岷江）より得られた。前漢の時代には「綿虒県」と言った。『後漢書』には「蜀郡…（中略）…綿虒道」と記載されている。西晋によって「汶山県」と改名され、汶山郡治が置かれた。北周によって初めて「汶川県」と命名され、以後現在（21世紀時点）に至るまで1千4百数年の歴史がある。
1952年、県政府が綿虒から威州に移る。1958年に茂県・汶川県・理県が合併し、「茂汶羌族自治県」が成立したのち、1962年、汶川県が回復して現在に至る。
2008年5月12日に四川大地震（汶川大地震）が発生し、震央となった当地域は大きな被害を受ける。

## 行政区画
9鎮を管轄する。
| 区分 | 数 | 名称                                         |
| ---- | -- | -------------------------------------------- |
| 鎮   | 9  | 威州 映秀 臥龍 水磨 漩口 三江 耿達 綿虒 灞州 |

## 人口
第5次国勢調査のデータによると、全県の総人口は111,936人。各郷、鎮別の人口は以下である。
| 鎮名       | 威州鎮 | 綿虒鎮 | 映秀鎮 | 臥龍鎮 | 漩口鎮 | 水磨鎮 | 龍渓郷 | 克枯郷 | 雁門郷 | 草坡郷 | 銀杏郷 | 耿達郷 | 白花郷 | 三江郷 |
| ---------- | ------ | ------ | ------ | ------ | ------ | ------ | ------ | ------ | ------ | ------ | ------ | ------ | ------ | ------ |
| 人口（人） | 29,237 | 9,373  | 7,977  | 2,552  | 13,092 | 10,467 | 4,851  | 3,445  | 6,980  | 4,906  | 2,672  | 2,583  | 9,644  | 4,157  |

2007年度の戸籍人口年報のデータによると、2007年末の戸籍人口は105,436人。各郷、鎮別の人口は以下である。
| 鎮名       | 威州鎮 | 綿虒鎮 | 映秀鎮 | 臥龍鎮 | 漩口鎮 | 水磨鎮 | 龍渓郷 | 克枯郷 | 雁門郷 | 草坡郷 | 銀杏郷 | 耿達郷 | 三江郷 |
| ---------- | ------ | ------ | ------ | ------ | ------ | ------ | ------ | ------ | ------ | ------ | ------ | ------ | ------ |
| 人口（人） | 30,688 | 8,606  | 6,641  | 2,861  | 15,215 | 11,935 | 5,172  | 3,689  | 6,835  | 4,211  | 2,833  | 2,756  | 3,994  |

これらの人口は、四川大地震による被害やその後の移住によって大きな変動が生じるものと思われる。

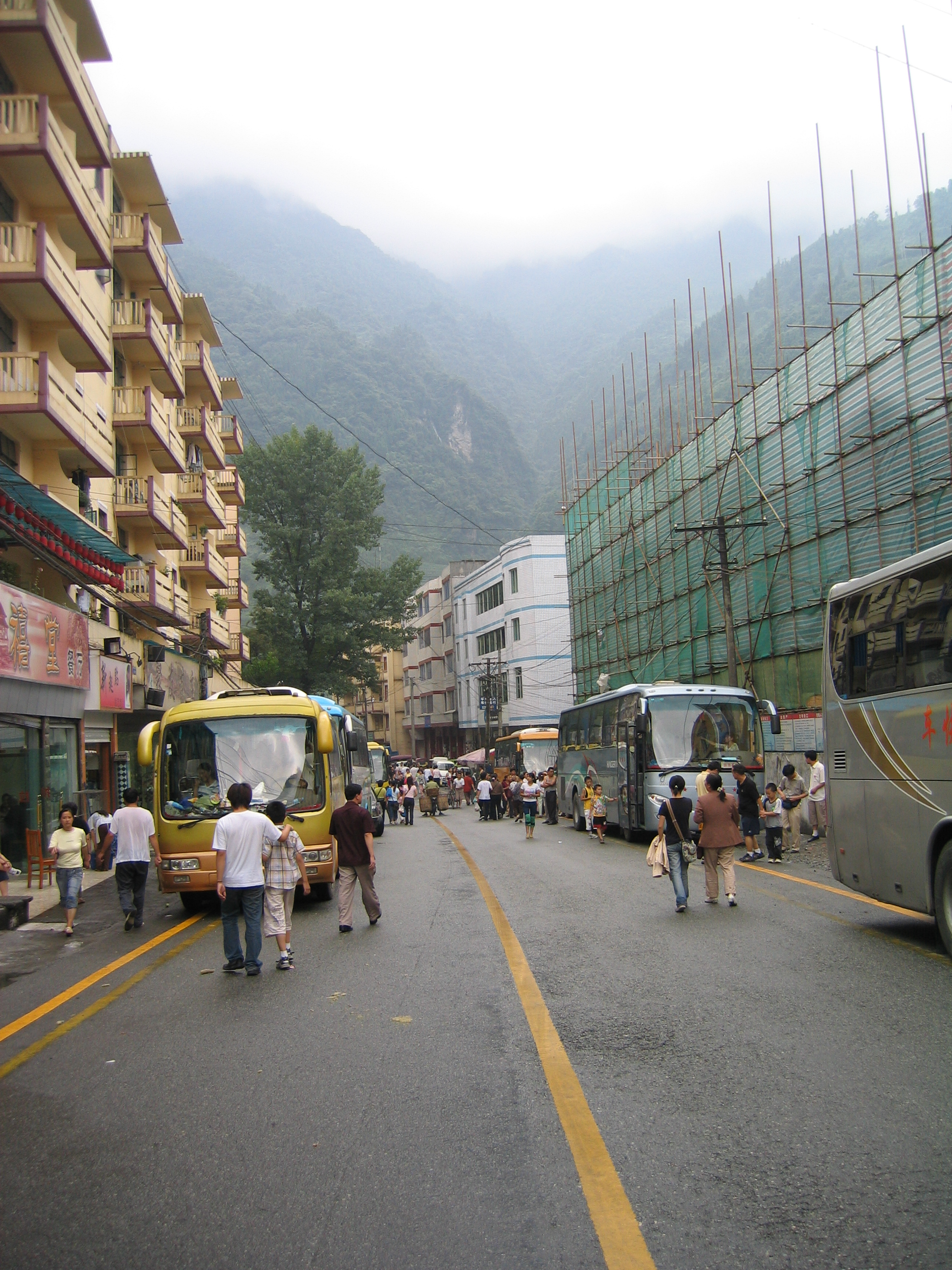
四川大地震被災前の映秀鎮

## 観光
- 臥龍自然保護区（英語版）
- 四姑娘山
- 三江生態旅遊区
- 西羌第一村
- 姜維城古文化遺址
- 蘿蔔寨民俗村

## 交通
道路交通は、国道213線と国道317線が主である。バスターミナルは威州鎮にあり、成都市・都江堰市・彭州市・理県・馬爾康市・九寨溝などへ、毎日、路線バスが出ている。まだ開放されていない七盤溝樹林公園と西羌大峡谷を除き、各観光地区まで全て自動車で行くことができる。
鉄道交通では、汶川県の最寄の大規模な駅は都江堰駅である。現在建設中の成蘭線が完成すると、より近い茂県に駅が設置される。
四川大地震によって県内の道路は大きな被害を受け、長期間不通となっていたが、現在は幹線道路の再建は完了している。

### 道路
- 高速道路
  - 蓉昌高速道路
- 国道
  -  G213国道
  -  G317国道

## 健康・医療・衛生
- 汶川県人民医院
- 汶川県婦幼保健院
- 汶川県中医院